# 岩男三郎

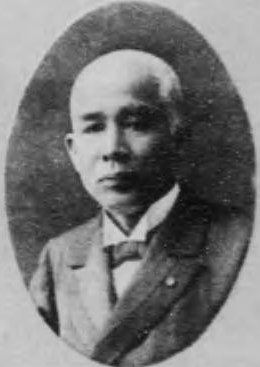
岩男三郎

岩男 三郎（いわお さぶろう、1851年6月8日（嘉永4年5月9日） - 1909年（明治42年）7月15日）は、幕末期の肥後熊本藩士、維新後は官吏、各県知事などを歴任した。

## 経歴
熊本城下坪井で、熊本藩士・岩男伝之允の三男として生まれる。藩校時習館で学ぶ。横井小楠の高弟で、幕末期には野々口為志、鵜殿豊之進、横井左平太、横井忠平らと交わり、勝海舟の神戸海軍操練所で航海術を学び、長崎に遊学、熊本藩の洋学所管術となる。
維新後は福澤諭吉に師事して慶應義塾に入学、卒業後の明治3年（1870年）、民部省監督権正となり東北に派遣される。山形県大参事となったが罷免される。明治5年（1872年）、熊本藩主細川護久の弟・長岡護美の従者としてアメリカに留学。
帰国後、1878年（明治11年）、司法省に入り東京裁判所詰となる。以後、同裁判所判事補、制度取調局御用掛などを歴任。1886年（明治19年）、三重県書記官に就任し、静岡県・愛知県の各書記官を務めた。1896年（明治29年）、秋田県知事。のち福井県知事、宮崎県知事、徳島県知事を歴任。1908年7月27日、休職満期となり退官した。
1909年（明治42年）4月5日に錦鶏間祗候に任ぜられる。晩年は横井小楠の顕彰を率先して行った。

## 栄典
位階
- 1891年（明治24年）12月26日 - 従六位[5]
- 1896年（明治29年）12月25日 - 正五位[6]
- 1902年（明治35年）10月31日 - 従四位[7]
- 1908年（明治41年）9月30日 - 正四位[8]

勲章等
- 1897年（明治30年）6月26日 - 勲五等瑞宝章[9]
- 1898年（明治31年）12月28日 - 勲四等瑞宝章[10]
- 1903年（明治36年）12月26日 - 勲三等瑞宝章[11]。
- 1906年（明治39年）4月1日 - 勲二等旭日重光章[12]